# Neidingswerk
Neidingswerk ist eine deutsche Wortschöpfung, die im Zuge der Übersetzung altnordischer Literatur erforderlich wurde und dem dortigen Begriff níðingsverk entspricht.
Dabei handelt es sich um eine schimpfliche und zutiefst verächtliche Handlung. Die Quellen für diesen mentalitätsgeschichtlichen Vorstellungskomplex sind die Isländersagas, die Anfang des 13. Jahrhunderts in Island aufgezeichnete Snorra-Edda, die um 1270 entstandene Ältere Edda bzw. Lieder-Edda, welche vermutlich auch auf älteren Quellen fußt, deren Inhalt, zumindest einige Lieder, möglicherweise auch in der Zeit vor dem Jahre 1000 entstanden sein könnte. Hinzu kommen einzelne skandinavische Rechtsquellen des 11. bis 13. Jahrhunderts. Der Komplex des „Neidingswerkes“ bzw. der „Neidingschaft“ bezieht sich also auf die Geschichte des hochmittelalterlichen Skandinaviens bzw. im Spezielleren Islands. Die mit Níð in Zusammenhang stehenden kulturgeschichtlichen Phänomene sollten deshalb nicht einfach auf die mentalitätsgeschichtliche Situation bei germanischsprachigen Völkern Mitteleuropas übertragen werden, die während der römischen Kaiserzeit und der Epoche der Völkerwanderung, also deutlich vor dem 8./9. Jahrhundert und außerhalb Skandinaviens lebten.

## DasNíð
Der erste Teil des Wortes ist Níð und bedeutet „Schimpf“ und „Ehrlosigkeit“; es ist ein ausschließlich altwestnordisches bzw. altisländisches Wort. Es bezeichnet bestimmte Arten gefürchteter und mit hohen Strafen belegter Beleidigungen. Früher war man der Auffassung, dass sich der Schimpf im Wesentlichen darauf beziehe, dass ein persönlich freier Mann im Rahmen eines gleichgeschlechtlichen Sexualkontakts zwischen Männern die passive Rolle eingenommen habe. Aber der Zusammenhang mit den Begriffen argr und ergi, die nicht nur sexuelle Verhaltensweisen (d. h. passives, gleichgeschlechtliches Verhalten von freigeborenen Männern), sondern auch persönliche Feigheit in Bezug auf Kampfverhalten und anderes schmachvolles Verhalten, das den mittelalterlichen Skandinaviern mit der Ehre eines freien Mannes unvereinbar erschien, bezeichnen, zeigt, dass Níð umfassender verstanden werden muss. Diejenigen, gegen die sich das Níð richtete, waren Personen, die nach skandinavisch-mittelalterlichem Verständnis schwere Schandtaten begangen hatten oder denen man diese unterstellte. Solche Handlungen wurden unter dem Begriff Neidingswerk zusammengefasst und die Personen als Neiding bezeichnet. Unbestreitbar ist jedoch, dass die altnordischen Adjektive argr bzw. ragr und ergi eindeutig sexuelle Konnotationen aufweisen. Hierzu führt Elmar Seebold aus: „arg, Adj. std. (8. Jh.), mhd. arc, ahd. ar(a)g; aus g. * arga-, Adj. >feig<; das Wort gilt in alter Zeit als schlimmes Schimpfwort und hat ersichtlich eine sexuelle Nebenbedeutung, vermutlich beim homosexuellen Geschlechtsverkehr die passive Rolle spielend. Bezeugt in anord. argr und ragr (mit tabuisierender Metathese) ae. earg, afr. erg.“ Dieses mittelalterlich-skandinavische Sexualkonzept, das noch den Einfluss einer vorchristlich-paganen Mentalität erkennen lässt, verurteilte jedoch lediglich die sexuelle Passivität freigeborener und wehrfähiger – das heißt dem Knabenalter entwachsener – Männer als schandhaft im Sinne von Níð und argr, während hingegen die aktive Rolle eines freien Mannes im Rahmen gleichgeschlechtlicher Kontakte mit männlichen Sklaven offenbar keinem ethischen Verdikt verfiel. Im letztgenannten Fall scheint die sexuelle Passivität des beteiligten Sklaven ebenfalls hingenommen worden zu sein. Quellenbelege für dieses sexualethische Verständnis finden sich unter anderem in der altnordischen Guðmundar Saga. Auch die Beschuldigung des sexuellen Umgangs mit Tieren („tidelag“) war extrem ehrverletzend. Eine weitere Bedeutung von „arg“ war „zauberkundig“. Offenbar war mit der Zauberei, insbesondere mit Seiðr ein weibisches Auftreten mitgedacht. Die wichtigste Bedeutung war aber, dass arg das Unmännliche, die Feigheit und die Verweichlichung zum Ausdruck brachte, was sich aus der passiven Rolle in der Homosexualität herleitet.
Die unterschiedliche Wertung der aktiven und passiven Homosexualität kommt deutlich in einer Episode des Sneglu-Halla þáttr zum Ausdruck. Der Hirðmann des Königs Harald Hardråde möchte vom König einen herrlichen Stier erstehen. Darauf entspinnt sich folgender Dialog über den möglichen Erwerb: Der König fragt: „Willst Du dich serðast (sexuell gebrauchen lassen) für den Stier?“ - „Das glaube ich nicht“, antwortet Halli, „aber ich meine nicht, dass etwas dazu zu sagen wäre, wenn ich ihn (dir) auf die gleiche Weise verkaufen kann, wie ich ihn kaufte.“ Daraufhin schenkte ihm der König den Stier, weil er ihn selbst geschenkt bekommen hatte. Wenn diese Anekdote auch nicht historisch ist, so zeigt sie doch, dass die aktive Homosexualität nicht verurteilt wurde. Sonst hätte der Autor den König nicht dieses Ansinnen formulieren lassen. Und als Halli ihm zumutet, bei einem Rückkauf die passive Rolle zu übernehmen, da muss der König das ablehnen.
Die Beschreibungen des Nið zeigen, dass der Beschuldigung das Gegensatzpaar maskulin + Mensch : feminin + Tier zugrunde liegt.
Nið war allerdings nicht auf Männer beschränkt. Auch Frauen konnten sexuellem Schimpf ausgesetzt werden. Unzucht, Inzest und Nymphomanie waren hier die Auslöser, aber auch männliches Verhalten. In der Laxdæla saga verliebt sich Guðrún während ihrer Ehe mit Þorvaldr in Þórðr Ingunnarson, der ebenfalls verheiratet ist. Um die Ehen zu sprengen, setzten sie das Gerücht in Umlauf, der Ehemann Guðrúns gehe in Frauenkleidern und die Ehefrau Þórs habe Hosen mit Zwickel an. Beide Vorwürfe führten jeweils zu Scheidung, weil sie Ehrlosigkeit nach sich zogen. Allerdings war das weibliche Verhaltensmuster durchlässiger. Frauen konnten durchaus Männerrollen übernehmen, z. B. einen Hof führen, ohne ihre weibliche Ehre zu verlieren. In der Mythologie gibt es die Göttin Skadi, die als Göttin der Jagd sich männlich betätigt. Auch die Walküren legen ein männliches Verhaltensmuster an den Tag. Dagegen war die Männerrolle auf eine aggressive Ethik starr festgelegt. Sogar das Melken war für einen Mann ehrenrührig.
Auf der anderen Seite ist bemerkenswert, dass in der gesamten altisländischen Literatur kein Fall der tatsächlich ausgeübten Homosexualität genannt wird, sondern ausschließlich die einschlägigen verbalen Beschuldigungen. Auch die Gesetze behandeln sie nicht, sondern nur die Beschuldigung.
Im Gulathingslov werden Níð durch Worte und Verse und Níð durch Holzpfähle und Schnitzereien unterschieden.

### Níð durch Worte
Das Níð durch Worte hatte die Bezeichnung „Tunguníð“. Es gibt nur sehr wenige Belege für diesen Begriff, obgleich häufig von schweren Beleidigungen berichtet wird.

#### Gesetze
im Gulathingslov heißt es:

„Engi maðr scal gera tungu nið um annan. ne trenið. En ef hann verðr at þvi kunnr oc sannr. at hann gerir þat. þa liggr hanom utlegð við. syni með settar eiði. fellr til utlegðar ef fellr. Engi scal gera yki um annan. æda fiolmæle. þat heiter yki ef maðr mælir um annan þat er eigi ma væra. ne verða oc eigi hever verit. kveðr hann væra kono niundu nott hveria. oc hever barn boret. oc kallar gylvin. þa er hann utlagr. ef hann verðr at þvi sannr. syni með settar eiði. fellr til utlegðar ef fellr.“

„Niemand soll Nið durch Worte gegen jemand anderen richten. Auch kein Nið durch Holz(figuren). Wenn es von ihm bekannt und bewiesen wird, dass er solches getan hat, dann liegt auf ihm die Friedlosigkeit. Er kann das widerlegen mit dem Sechsereid. Misslingt der Eid, so verfällt er der Friedlosigkeit. Niemand soll „yki“ oder (ehrenrühriges) Geschwätz gegen jemanden richten. Das nennt man „yki“, wenn man behauptet, was nicht ist, nicht sein wird und nicht gewesen ist. Er sagt (z.B.), dass jemand jede neunte Nacht ein Weib sei. Auch, er habe ein Kind geboren. Auch, wenn er ihn einen „Gylvin“ nennt. So ist er friedlos, wenn ihm dies nachgewiesen wird. Er kann das mit einem Sechsereide widerlegen. Misslingt der Eid, verfällt er der Friedlosigkeit.“

„Gylvin“ ist ein besonderes Schimpfwort, dessen Bedeutung aber nicht bekannt ist.
Und etwas weiter:

„Orð ero þau er fullrettis orð heita. þat er eitt ef maðr kveðr at karlmanne oðrom. at hann have barn boret. þat er annat. ef maðr kveðr hann væra sannsorðenn. þat er hit þriðia. ef hann iamnar hanom við meri. æða kallar hann grey. æða portkono. æða iamnar hanom við berende eitthvert. þa scal hann böta hanom fullum rette firi. þar ma han oc viga um. at utlogum þeim manne i gegn þeim orðom er nu hevi ec talt. ef hann skirskotar undir vatta. … þat er oc fullrettes orð ef maðr þrælar karlmann frialsan. æða kallar hann troll. æða fordæðo. þat er oc fullrettes orð kono ef maðr vener hana hore. oc kallar hana horo. þar er hon velldr eigi.“

„Es gibt Worte, die „Worte des vollen Bußanspruchs“ heißen. Eines ist, wenn ein Mann zu einem anderen Mann sagt, er habe ein Kind geboren. Ein zweites ist, ein Mann behauptet (über einen anderen Mann), er habe sich nachweislich zum Geschlechtsverkehr gebrauchen lassen. Ein drittes ist, wenn jemand einen Mann mit einer Stute vergleicht, oder ihn Hündin nennt oder Dirne oder ihn mit irgendeinem weiblichen Tier vergleicht. Da soll er dem Mann mit voller Buße büßen. Dieser darf ihn auch töten wie einen Friedlosen für diese Worte die nun aufgezählt sind, wenn er sie durch Zeugen bewiesen hat. Auch das ist ein Ausspruch mit vollem Bußanspruch, wenn ein Mann einen anderen als Knecht bezeichnet oder einen Troll oder einen Zauberer nennt. Auch das ist ein Wort mit vollem Bußanspruch für die Frau, wenn ein Mann sie „Hure“ nennt, wenn sie es nicht ist.“

Auch in der Grágás werde diese Beleidigungen hart bestraft. Die Strafen sind denen, die auf Mord stehen, gleichgestellt.

#### Sagas
Die bekannteste Schilderung des Nið durch Worte steht in der Brennu Njáls saga. Es handelt sich um zwei Schlüsselszenen:
Als Höskuld, der Ziehsohn Njáls, erschlagen wird, fordert seine Witwe Hildigunnr ihren Onkel Flosi zur Rache an seinem Mörder Skarphedin, einem der Njálssöhne, auf. Er möchte den Fall aber vor das Thing-Gericht bringen. Daraufhin wirft Hildigunnr den Mantel Höskulds mit seinem Blut über ihn mit den Worten: „Diesen Mantel hast du, Flosi, einst Höskuld geschenkt, und jetzt schenke ich ihn dir zurück. Er ist in ihm erschlagen worden. Ich rufe Gott und alle guten Menschen zu Zeugen, dass ich dich bei den Wundern deines Christus, bei Deiner Ehre als Mann und bei deinem unbescholtenen Ruf und Ansehen beschwöre und dazu aufrufe, jede einzelne Wunde zu rächen, die Höskuld bei seinem Tod erhalten hat, andernfalls sollst Du von jedermann als ehrloser Feigling verachtet werden.“ Flosi reißt sich den Mantel von den Schultern und wirft ihn Hildigunnr vor die Brust. „Du bist doch ein Ungeheuer!“ ruft er. „Du willst, dass wir genau das tun sollen, was uns alle ins Verderben stürzen würde. Kalt sind doch die Ratschläge der Frauen.“ Flosi reagiert so heftig, dass sein Gesicht abwechselnd rot wie Blut, bleich wie Wintergras und dunkel wie Hel wird.
Die zweite Szene spielt auf dem Allthing.
Die Totschlagssache wegen Höskuld wird verhandelt. Es beginnen Vergleichsverhandlungen zwischen den Njálssöhnen und Flosi. Es werden zwölf Schlichter benannt, die eine dreifache Mannbuße festsetzen. Das Geld wird in einem Topf aufgebracht. Am Ende legt Njáll noch ein wertvolles seidenes Gewand dazu. Flosi ist zunächst mit dem Betrag zufrieden, fragt dann aber dreimal danach, wer das Seidengewand dazugelegt hat. Zunächst antwortet keiner, dann fragt Skarphedin: „Was glaubst du, wer es hingelegt hat?“ Flosi antwortet: „Wenn du es wissen willst, dann sage ich dir, was ich glaube: Dein Vater wird es hingelegt haben, der bartlose Knabe, von dem viele nicht wissen, ob er Männlein oder Weiblein sei.“ Skarphedin antwortet: „Es ist feige, ihn jetzt solchen Anschuldigungen auszusetzen, wo er ein alter Mann ist, während man sich das nie getraut hat, solange er noch bei Kräften war. Sei versichert, dass er ein Mann ist, denn er hat seiner Frau Söhne gemacht. An unserem Hofwall liegen auch nur wenige Verwandte ungebüßt begraben, ohne dass wir sie gerächt hätten.“ Dann reißt er das Gewand an sich und wirft Flosi ein Paar blauer Hosen mit den Worten zu, die habe er nötiger. „Wieso sollte ich die nötiger haben?“ fragt Flosi. „Weil erzählt wird, dass du die Braut des Trolls von Svínafell seiest, der jede neunte Nacht kommt und dich zur Frau nimmt.“ Damit ist der Vergleich geplatzt und das Unheil wechselseitiger Totschläge nimmt seinen Lauf.
Die erste Szene beleuchtet ein Hauptthema der Njáls saga: Den Gegensatz zwischen der alten Moralauffassung, wo Tötung mit Tötung zu beantworten ist, und der neuen, die Konflikte durch Vergleich und Mannbuße lösen will. Das Entscheidende dabei ist, dass der Frieden in der Weise wiederhergestellt wird, dass niemand sein Ansehen und seine soziale Position verliert. Sowohl Flosi als auch Njáll sind Männer des Friedens, die begriffen haben, dass die ausrottenden Fehden gestoppt werden müssen. Doch in Hildigunnrs Augen ist er ein feiger und ehrloser Schurke, wenn er auf die Blutrache verzichtet. Dieser Gegensatz kommt in der zweiten Szene zum Durchbruch. Flosi deutet die Gabe Njáls und die höhnenden Worte Skarphedins als Bestätigung der Vorwürfe Hildigunnrs. Denn Skarphedin betont, dass es in seiner Familie nicht üblich sei, dass die getöteten Verwandten ungerächt im Grabe lägen, was indirekt auch Flosi trifft, der gerade dabei ist, auf seine Rache zu verzichten. Außerdem beschuldigt er Flosi der passiven Homosexualität mit einem Troll.
In der Grágás wird die Beschuldigung, ein Mann sei „sorðinn“ oder „ragr/argr“, mit voller Mannbuße bestraft, also wie Mord und härter als Körperverletzung. Das Wort „sorðinn“ bezeichnet ein ungebremstes sexuelles Verhalten, das nicht auf die Homosexualität beschränkt ist. In der Handschrift AM 556a ist das Gedicht Grettísfærsla aus dem 14. Jahrhundert überliefert, das wahrscheinlich wegen seiner Obszönität im 16. Jahrhundert ausradiert wurde, aber mit Hilfe ultravioletten Lichts sichtbar gemacht werden konnte. Dort heißt es unter anderem, dass Grettir Mädchen, Witwen, alle möglichen Ehefrauen, Bauernsöhne, Pröpste, königliche Gefolgsmänner, Abte und Äbtissinnen, Kühe und Kälber, ja alles, was lebte, sexuell missbraucht habe. Er wird als „sorðinn“ bezeichnet. Während sorðinn sich auf Handlungen bezieht, bezieht sich arg/ragr auf den Habitus einer Person, seine Eigenschaft.
In der Egils saga wird berichtet, dass ein solches tungunið in eine Neidstange mit Runen eingeritzt worden sei. Nach den sehr detaillierten Vorschriften über die Níðdichtung in den alten nordischen Gesetzen scheint es eine sehr kunstvolle Tradition dieser Spottdichtung gegeben zu haben. So wird die Verhöhnung durch übertriebenes Lob genannt. Die entsprechenden Verse sind aber in der Regel nicht überliefert. Während der Missionszeit waren jedenfalls in Island die christlichen Geistlichen solcher Verhöhnung besonders ausgesetzt. So dichtete ein unbekannter Skalde Islands über Þorvaldr viðforli (den Weitgereisten), der 980 als Christ nach Island heimgekehrt war, und seinen Freund Bischof Freðrik, der Island missionieren wollte:
| Hefr bǫrn borit byskup níu þeira's allra Þorvaldr faðir | Der Bischof hat geboren neun Kinder, und Þorvaldr ist der Vater von allen. |

Das sollte wohl eine Anspielung auf „Kinder Gottes“ und neun Bekehrte sein, die hier als aus einem sexuellen Verhältnis zwischen Bischof Friðrek und Þorvaldr entstanden gedacht werden, und die Bischofstracht konnte auch als feminin betrachtet werden. Außerdem trug ein Missionar keine Waffen, ein weiterer unmännlicher Zug. Allerdings fällt auf, dass auch Þorvaldr, dem ja der männliche Part zugewiesen ist, in den Spott miteinbezogen ist. Sørensen meint dazu, dass die Missbilligung auch des aktiven Þorvaldr der vorchristlichen Moralvorstellung nicht entspreche. Sie hält daher solche Wertungen für christlich überfärbt. Außerdem stellte der homosexuelle, also demütigende Akt gegenüber einem Freund eine besondere Form des „arg“ dar, der auch den aktiven Teil zum Neiding machte.
Diese Konstellation, dass neben dem eigentlichen Opfer der Schmähung dessen Freund oder Verwandter als aktiver Teil gleich mitgeschmäht wird, obgleich nach damaliger Auffassung der aktive Teil auf der sexuellen Ebene nichts Ehrenrühriges getan hatte, führt in einigen Sagas zur Katastrophe.

### Die Hohnstange
Hohnstange ist der deutsche Ausdruck für das altnordische Wort „Níðstöng“. Dabei handelte es sich um einen Holzpfahl, der mit Zeichen versehen eine andere Person öffentlich verhöhnen sollte. Das Wort kommt nur in der Grágás und in der Egils saga Skalla-Grímssonar vor. Der damit bezeichnete Sachverhalt wird aber öfter beschrieben. Sonst wird dafür das Wort „Níð“ verwendet.
In der Regel handelte es sich um einen Holzpfahl, aber es gab offenbar auch zusammengesetzte Konstruktionen, wie folgende Beschreibung zeigt:

„Það voru karlar tveir og hafði annar hött blán á höfði. Þeir stóðu lútir og horfði annar eftir öðrum. Það þótti illur fundur og mæltu menn að hvorskis hlutur væri góður þeirra er þar stóðu og enn verri þess er fyrir stóð. Þórði þótti ill sú tiltekja og hneisa er níð var reist í landi hans …“

„Es waren zwei Männer, der eine hatte einen blauen Hut auf dem Kopf. Sie standen vornübergebeugt, der eine vorn, der andere hinten. Man sagte, das sei ein böser Streich, und das Los keines der beiden, die da stünden, sei gut, schlimmer jedoch das Los dessen, der vorne stehe. Thordur hielt diese Tat und Beleidigung für schlimm, weil man sie auf seinem Land errichtet hatte.“

Während klar ist, dass der Vordere Thordur darstellen sollte, ist die hintere Person nicht auszumachen. Es wurde erwogen, dass dies sein Widersacher Björn sei. Doch dies wurde verworfen, das Björn die Neidstange errichtet hatte und er sich selbst kaum beleidigen wollte. Vielmehr sollte ausschließlich Thordur gedemütigt werden.
Eine ähnlich Szene ist in der Gísla saga Súrsonar geschildert. Skeggi freit um Þórðís, die Schwester Gíslis, wird aber abgewiesen. Er glaubt, dass ein Liebesverhältnis zu Kolbjörn die Ursache sei und fordert diesen zum Holmgang heraus. Kolbjörn erscheint aber nicht zum festgesetzten Zeitpunkt. Daraufhin verkündet Skeggi seinen Triumph durch eine Neidstange, die Kolbjörn und Gísli darstellt, ausdrücklich beiden zum Hohn. Obgleich in der Saga eine genauere Beschreibung fehlt, glaubt Sørensen, dass der vordere Kolbjörn und der hintere Gísli gewesen sei. Das Erklärungsbedürftige daran ist, dass der Hintermann nach der damaligen Moralvorstellung grundsätzlich nichts Ehrenrühriges tat. Nach Sørensen lag in diesem Fall das Ehrenrührige darin, dass Gísli in der Darstellung seinen künftigen Schwager missbrauchte und diesen damit demütigte und damit zum Neiding an ihm wurde, indem er diesen „arg“ vollzog.
Normalerweise wurde ein geschnitzter Holzpfahl mit einem Männerkopf aufgestellt, auf den ein Pferdeleib oder Pferdekopf aufgespießt wurde. Sogar Saxo Grammaticus beschreibt einen solchen Pfahl. Die Aussagen der Sagas sind aber sehr wenig detailliert, so dass man über die konkrete Ausgestaltung nur wenige Beispiele hat.
In einer englischen Quelle aus dem Jahre 1272 wird eine Stange mit einem Hirschkopf erwähnt, die den König mit seinen Waldhütern lächerlich machen sollte. Aus Deutschland ist ein Flugblatt von 1621 überliefert, das sich gegen den Kurfürsten der Pfalz Friedrich V. richtete. Darauf ist ein auf eine Stange gesetzter Pferdekopf abgebildet. Diese Stange sollte, wie der Zusammenhang ergibt, nicht nur schmähen, sondern wurde auch als Mittel gegen Ratten und Ungeziefer betrachtet.
In der Gegenwart lebte der anachronistische Brauch der Hohnstangen im 21. Jahrhundert sowohl in Island wie in Norwegen wieder auf. Mit politischer oder auch privater Motivation wurden eklatante Streitfälle damit öffentlich gemacht. Zum Beispiel manifestierte die Umweltorganisation Saving Iceland 2007 als „politische Manifestationen der Ohnmacht“ im Protest gegen den Bau eines Kraftwerks samt Aluminiumschmelze auf dem Denkmal des Unabhängigkeitshelden Jón Sigurðsson vor dem Parlament eine Hohnstange mit aufgespiesstem Pferdekopf.

### Nið durch Taten
Die demütigende Verachtung konnte auch durch bestimmte Taten ausgelöst werden. Es war bereits schändlich, auf den Bauch geworfen zu werden, weil man damit den Hintern preisgab. In der Gísla saga Súrssonar kann der zweite von Gísli gesprochene Teil des Dialogverses
Böllr á byrðar stalli

brast; kannkat þat lasta.
der normalerweise lexikalisch korrekt mit
Ball auf Bord der Lasten (= Schultern)

bellt, ich kann's nicht tadeln
Auch als Kenning ebenso korrekt gelesen werden, weil die Wörter auch eine zweite Bedeutung haben.
Der Penis schlug hart

auf die belastete Mastspur (durchbortes Holzstück auf dem Kielschwein, in dem der Mast festsitzt)

ich kann's nicht tadeln.
was auf die Lage seines Widersachers im Kampf anspielt, der bäuchlings auf dem Boden liegt und den Hintern darbietet.
Während Verwundungen ehrenvoll zu sein pflegten, war es tiefste Demütigung, die beiden Backen des Hintern abzuschlagen. Dies geschah zum Beispiel einem Bauern, der nach der Schlacht von Stiklestad die Krieger des Königs verhöhnte. Þormód hieb ihm beide Hinterbacken ab, worauf dieser schreiend davonlief. Sowohl die Wunde als auch die Schmerzensschreie waren eine große Schande.
In der Grágás wird eine solche Verwundung „klámhögg“ = „Schandverletzung“ neben der Kastration und weiteren besonderen Verletzungen (Ausstechen der Augen, Abschneiden der Nase, der Zunge, der Ohren) als Schandverletzungen genannt und mit Friedlosigkeit geahndet.
Eine große Schande ist es auch, von einer Frau geschlagen zu werden, da man sich für diese Demütigung nicht an ihr rächen kann. Gewalt gegen Frauen war Neidingswerk.

### Níð und Magie
Die ungewöhnlich harten Strafen und die anderen Folgen für ein unberechtigt ausgesprochenes Níð haben die Vermutung aufkommen lassen, dass es sich um mehr als nur eine Beleidigung gehandelt habe. Manche Forscher meinten, dass man dem Níð auch magische Kräfte zuschrieb. Sicher ist, dass oft magische Rituale mit Errichtung einer Hohnstange verbunden wurden. So rief Egill Skallagrimsson bei der Errichtung der Hohnstange gegen König Erich Blutaxt die Landesgeister (Landvættir) auf, sich gegen den König und seine Frau zu stellen. → Heidentum. Aber es gibt andere Stellen, wo keinerlei magische Handlung mit der Errichtung der Hohnstange verbunden ist, z. B. wenn sie lediglich das Fernbleiben vom vereinbarten Holmgang ahndet. Daher wird man wohl von einer möglichen aber nicht notwendigen Verbindung von Níð und Magie ausgehen müssen.

## Das Neidingswerk
Dem Wort níðingsverk entspricht im deutschen Sprachbereich das Wort „Meintat“. Somit ist Neidingswerk zunächst nicht ein Rechts-, sondern ein moralischer Begriff. Die negative moralische Wertung, die zur Verachtung führt, ist in den Sagas vielfach belegt, z. B. Ausbleiben beim vereinbarten Holmgang, Feigheit beim Holmgang, Die Weigerung, einen Fehdegenossen zu beköstigen, unterlassene Rache oder Verrat des Wohltäters. In diesen Fällen ist eine Straftat nicht gegeben. In christlicher Zeit kam der Abfall vom christlichen Glauben hinzu. Der Abtrünnige war ein guðníðingr (Verächtlicher vor Gott).
Aber es gibt auch rechtlich strafwürdige Neidingstat, z. B. Angriff auf den leiblichen Vetter oder auf einen Schwurbruder oder Tötung eines achtjährigen Knaben.
Die isländische Grágás erwähnt das Neidingswerk nicht. Aber die von Magnus Lagabøte für Island erlassene „Járnsíða“ und in der Jónsbók, beide aus dem Ende des 13. Jahrhunderts, haben den Begriff des Neidingswerkes aus den älteren norwegischen Gesetzen übernommen. Im Gulaþingslov, im Frostaþingslov, im älteren Bjarkørett und im Landrecht von Magnus Lagabøte finden sich Bestimmungen zum Neidingswerk. Dabei handelt es sich im Wesentlichen um Landesverrat und Heerfahrten gegen das eigene Land. Hinzu kommen schändliche Formen des Totschlags, Verstümmelungen, Leichenfledderei. Der Neiding genannte Täter verliert sein gesamtes Vermögen. Das Äldre Västgötalag fasst die als Neidingswerk zu qualifizierenden Taten in einem eigenen Abschnitt "Orbotæmal" zusammen und fügt die Seeräuberei und den Viehmord hinzu. Die Rechtsfolge ist die "schwere Friedlosigkeit" und der Verlust des gesamten Vermögens. Aber diese Rechtsfolge ist nicht das gemeinsame Merkmal. Der Mord in der Kirche ist im Abschnitt über die Kirche als unbüßbares Neidingswerk, der Einbruchsdiebstahl in die Kirche als büßbares Neidingswerk bezeichnet. Gemeinsam ist ihnen vielmehr die niedrige Gesinnung, die Schändlichkeit der Tat. Im Yngre Västgötalag werden weitere Straftaten hinzugefügt, insbesondere Bruch des Eidschwurs, also Bruch eines Vergleichs. Aber auch Notzucht wird nun genannt. Der Täter wird friedlos im ganzen Land. Aber er kann sich auf Fürbitte des Opfers für 40 Mark den Frieden zurückkaufen. Eine andere Gruppe, die die Tötungen und Verstümmelungen umfasst, ist nicht mehr unbüßbar, sondern wird durch den doppelten Satz der höchsten Buße gebüßt. Nach jüngeren Zusätzen zum Gesetz wird die eine Hälfte für die Tat, die andere für das Neidingswerk verhängt. In einem dritten Teil werden die Verwandtenmorde zusammengefasst, die nicht im Inland, sondern nur durch eine Pilgerfahrt nach Rom gebüßt werden können.
Das Östgötalag (ca. 1290) kennt das Neidingswerk selbst nicht, sondern nur den Begriff als Schimpfwort, das mit drei Mark Buße belegt ist.
Magnus Eriksson geht in seinem Landslag (um 1350) wieder ausführlich auf das Neidingswerk ein. Dazu rechnet er die Totschläge an Eltern, Geschwistern, Kindern und Wehrlosen (Schwimmenden, Schlafenden). Darauf steht nun die Todesstrafe und der Verlust des beweglichen Vermögens.
In Dänemark kommt der Begriff des Neidingswerkes seltener vor. In Waldemars Sjællanske Lov (um 1216) wird der Totschlag aus Rache nach vereinbarter und versprochener Buße oder nach der Zusicherung freien Geleits als Neidingswerk bezeichnet, ist aber mit Vermögensstrafen belegt.